# عدد أولي دائري
العدد الأولي الدائري circular prime ، هو عدد أولي له خاصية تجعل العدد الناتج في كل خطوة وسيطة عند تبديل أرقامه (مع الأساس 10) دوريًا عددًا أوليًا أيضًا. على سبيل المثال، العدد 1193 هو عدد أولي دائري، ووذلك لأن الأعداد الناتجة عن تبديل أرقامه وهي 1931 و9311 و3119 جميعها أعداد أولية أيضًا. يمكن أن يتكون العدد الأولي الدائري الذي يحتوي على رقمين على الأقل من مجموعات من الأرقام 1 أو 3 أو 7 أو 9 فقط، لأن وجود الأرقام الزوجية 0 أو 2 أو 4 أو 6 أو 8 في خانة الآحاد (عند التبديل) يجعل العدد قابلاً للقسمة على 2 وبالتالي ليس عددًا أوليًا، كذلك فإن وجود رقم 0 أو 5 في خانة الآحاد (عند التبديل) يجعله قابلاً للقسمة على 5 وبالتالي ليس رقمًا أوليًا.
القائمة الكاملة لأصغر عدد أولي ممثل من جميع دورات الأعداد الأولية الدائرية المعروفة (لاحظ أن الأعداد الأولية المكونة من رقم واحد وكذلك الأعداد الأولية المتكررة (عدد الواحد المكرر) هم الوحيدون في دوراتهم الخاصة) هي:
حيث Rn هو عدد أولي متكرر يحتوي على n من الأرقام. لا توجد أعداد أولية دائرية أخرى حتى 1023.  أحد أنواع الأعداد الأولية المرتبطة بالأعداد الأولية الدائرية هي الأعداد الأولية القابلة للتبديل permutable primes، والتي تعد مجموعة فرعية من الأعداد الأولية الدائرية (كل عدد أولي قابل للتبديل هو أيضًا عدد أولي دائري، ولكن ليس العكس بالضرورة).

## أساس آخر غير العشري
القائمة الكاملة لأصغر عدد أولي تمثيلي من جميع الدورات المعروفة للأعداد الأولية الدائرية في الأساس 12 هي (باستخدام اثنين وثلاثة مقلوبين للعشرة والحادي عشر على التوالي)
حيث Rn هو عدد أولي متكرر في الأساس 12 مكون من n من الأرقام. لا توجد أعداد أولية دائرية أخرى في القاعدة 12 حتى 1212.
في الأساس 2 (نظام العد الثنائي)، يمكن أن تكون الأعداد الأولية لميرسين فقط أعدادًا أولية دائرية، حيث أن أي تبديل للصفر إلى الواحد يؤدي إلى وجود عدد زوجي وبالتالي ليس أوليًا.

## روابط خارجية
- عدد أولي دائري في قاموس الأعداد الأولية
- عدد أولي دائري في عالم الأرقام
- OEIS تسلسل A068652 تسلسل مرتبط (الأعداد الأولية الدائرية هي تسلسل فرعي لهذا التسلسل)
- الأعداد الأولية الدائرية والقابلة للتبديل والقابلة للقطع والقابلة للحذف
- الأعداد الأولية المطلقة (بما في ذلك الأعداد الأولية الدائرية)، فيديو عن الأعداد الأولية